# Emil Dragomir
Emil Dragomir (n. 13 aprilie 1882, Copalnic-Mănăștur, Austro-Ungaria – d. 12 iunie 1959, Copalnic-Mănăștur, Maramureș, România) a fost un preot-protopop român unit, deputat în Marea Adunare Națională de la Alba Iulia, organismul legislativ reprezentativ al „tuturor românilor din Transilvania, Banat și Țara Ungurească”, cel care a adoptat hotărârea privind Unirea Transilvaniei cu România, la 1 decembrie 1918.

## Biografie
A fost preot-protopop în localitatea Copalnic-Mănăștur din Maramureș, plasa Baia Mare. A fost animator al vieții culturale românești din Copalnic-Mănăștur și împrejurimile acestuia. A activat în mod deosebit în cadrul „Astrei” în zonă, fiind președintele despărțământului local al acesteia.
În anul 1948 a fost urmărit de Securitate ca „preot ostil unificării”, adică trecerii la Biserica Ortodoxă Română.

## Activitatea politică
Ca deputat în Adunarea Națională din 1 decembrie 1918, Emil Dragomir a reprezentat ca delegat cercul electoral Târgu Lăpuș.